# 秋田県立湯沢高等学校
秋田県立湯沢高等学校（あきたけんりつ ゆざわこうとうがっこう）は、秋田県湯沢市に所在する県立高等学校。

## 設置学科
- 普通科
- 理数科

（但し、第一学年においては「第一学年普通・理数科」となっている）
第二学年進級時に、普通科文系・普通科理系・理数科の三つにコースが分かれる。

## 概要
旧制湯沢中学校を前身とする高等学校。毎年、卒業生の約半数が国公立大学(主に秋田大、岩手大、山形大、東北大など東北地方の国公立大学)に進学をしている。ハンドボール・剣道部が全国制覇を成し遂げた事があり、ハンドボール部は本校を代表する部活動として認識されている。野球部は2003年（平成15年）夏に全国高等学校野球選手権秋田大会で準優勝を成し遂げており、毎年4月に湯沢商工高校(現秋田県立湯沢翔北高等学校)との定期戦を行っている。文化部においては、吹奏楽部、音楽部が毎年東北大会出場を果たしている。かつて同市内に秋田県立湯沢高等学校稲川分校（ - いなかわぶんこう）を有した。
制服は、男子は創立以来の黒の学生服。女子は濃紺の3つボタン式ブレザーである。
- 師弟共励 : 生徒・教職員共に、平日・休日問わず学校での補習や勉強会へ参加している。

## 沿革
- 1943年（昭和18年）4月15日 - 「秋田県立湯沢中学校」として開校。
- 1945年（昭和20年）4月15日 - 新校舎に移転。
- 1948年（昭和23年）4月1日 - 「秋田県立湯沢南高等学校」に改称。
- 1960年（昭和35年）4月 - 第一体育館落成。
- 1961年（昭和36年）10月8日～10月13日 - 第16回国民体育大会秋季大会剣道競技会場。
- 1959年（昭和34年）4月1日 - 現在の校名に改称。
- 1966年（昭和41年） - 全国高校総合体育大会ハンドボール優勝。
- 1967年（昭和42年） - 全国高校総合体育大会ハンドボール大会準優勝。
- 1973年（昭和48年） - 湯高会館（合宿所）新築。
- 1974年（昭和49年） - 武道場落成。
- 1975年（昭和50年） - 校舎改築落成。
- 1978年（昭和53年）4月1日 - 稲川分校設置。
- 1979年（昭和54年）2月9日 - 湯高会館（セミナーハウス）改築。
- 1979年（昭和54年）12月25日 - 共励館（吹奏楽部練習場）完成。
- 1983年（昭和58年） - 第2体育館竣工。
- 1984年（昭和59年）8月1日～8月7日 - 全国高校総合体育大会ハンドボール競技会場。
- 1991年（平成3年）11月1日 - サッカー場完成。
- 1994年（平成6年）10月31日 - 野球場完成。
- 2007年（平成19年）6月 - 新体育館完成。
- 2007年（平成19年）10月4日～10月8日 - 第62回国民体育大会（秋田わか杉国体）ハンドボール競技会場。
- 2018年（平成30年）3月31日 - 稲川分校廃止。

## 校歌
秋田縣立湯澤髙等學校校歌「兄弟あり 七百」
1945年（昭和20年）2月9日完成。作詞は東京音楽学校（現：東京藝術大学）教授清水重道、作曲は同校教授橋本國彦である。

## 部活動
運動部
- ハンドボール部
- 野球部
- バスケットボール部
- 剣道部
- 弓道部
- 陸上競技部
- バレーボール部
- ソフトテニス部
- バドミントン部
- 卓球部
- サッカー部
- 水泳部
- スキー部

文化部
- 吹奏楽部
- 音楽部
- 美術部
- 演劇部
- 放送部
- 英語部
- 化学部
- 生物部
- 物理部
- 天文部
- 新聞部
- 書道部

## 進路状況
2015年3月卒業生の進学数は国公立大112名、私立大71名、国公立大短大7名、私立大短大3名、計193名(卒業生228名の内)が大学進学。残りは専門学校•各種学校21名、就職者4名、その他10名となっている。
上述の通り、進学先の多くは秋田大、岩手大、山形大、東北大、福島大、秋田県立大、岩手県立大、青森公立大、国際教養大などの東北地方の国公立大学である。

## 学校行事
- 4月 - 入学式・始業式・応援歌練習・野球定期戦（対秋田県立湯沢翔北高等学校）
- 5月 - 中間考査
- 6月 - 湯高祭
- 7月 - 期末考査・学級対抗・夏期セミナー
- 8月 - 勉強合宿
- 9月 - 強歩大会・芸術鑑賞
- 10月 - 修学旅行・大学見学会・中間考査
- 12月 - 期末考査
- 1・2月 - スキー教室
- 3月 - 学年末考査

## 交通
- 奥羽本線湯沢駅より徒歩20分
- 羽後交通「湯沢高校入口」「高校前」より徒歩3分

## 著名な卒業生
- 菅義偉 - 政治家（第99代内閣総理大臣）
- 京野公子 - 衆議院議員
- 鈴木俊夫 - 湯沢市長
- 齊藤光喜 - 湯沢市長
- 佐藤一夫 - 湯沢市長
- 伊藤助成 - 元日本生命保険社長、元経団連副会長
- 佐藤隆三 - ニューヨーク大学冠教授、元ハーバード大学兼任教授、元東京大学客員教授
- 東海林良 - 作詞家
- 菅貫太郎 - 俳優
- おおひなたごう - 漫画家
- 美和剛 - 漫画家